# Hvars teater
Hvars teater (kroatiska: Hvarsko kazalište) är ett teaterhus och kulturinstitution i staden Hvar på ön Hvar i Kroatien. Teaterhuset tillkom under den venetianska administrationen år 1612 som en tillbyggnad på Arsenalens andra våning och hela byggnaden är idag ett kulturmärkt byggnadsminne.
Av kulturhistoriska skäl framställs teatern som ett minnesmärke av högsta nationella betydelse i Kroatien. Hvars teater var nämligen den första teatern i Europa med lika tillträde för allmogen och aristokratin vilket var unikt för det samtida Europa. Efter Teatro Olimpico (uppförd 1585) och Teatro all'Antica (uppförd 1588–1590) var Hvars teater också det tredje teaterhuset under tak att uppföras i Europa.

## Historik
Hvars teater tillkom under den venetianske rektorn Pietro Semitecolos regeringstid och redan vid grundandet år 1612 öppnades teatern för alla samhällsklasser i ett medvetet försök att dämpa de sociala spänningar som vid tiden fanns mellan den lokala aristokratin och underklassen (se Hvarupproret).
Från grundandet på 1600-talet utgjorde teatern under flera århundraden framöver den centrala platsen för kulturella och sociala evenemang i Hvar. På 1800-talet då Hvar styrdes av den österrikiska administrationen blomstrade teaterns kulturliv. Inte minst i karnevalstider kunde teaterbesökarna då ta del av bland annat dramatiska föreställningar och maskeradbaler. Teatern stod värd för många lokala ensembler, utländska aktörer och musiker, orkestrar och operor. Under vissa säsonger framfördes mer än trettio pjäser på scen.
År 1921 upplöstes teatersällskapet och teaterhuset övergick i kommunalförvaltningens verksamhetsområde. Trots dåligt underhållsarbete fortsatte teatern under 1900-talet att utgöra en central plats för Hvars kulturliv. År 1969 etablerades Hvars folkteater (Hvarsko pučko kazalište) som sedan grundandet värnar om och representerar Hvars teaterliv. Teatergruppen uppträder både i Kroatien och utlandet.
I slutet av 1900-talet var teaterhusets status så dålig att den enbart i sällsynta fall stod värd för mindre kammarmusikkonserter och utöver det mestadels besöktes av konstexperter, turister och studenter. Åren 2005–2009 genomfördes omfattande renoveringsarbeten med syfte att återställa byggnadens forna glans och revitalisera den historiska teaterns betydelse för det lokala kulturlivet.

## Teaterhuset
Teaterhuset är inrymt i den påbyggnad som år 1612 tillkom på Arsenalen i centrala Hvar. Huvudentrén ligger centralt på byggnadens andra våning som nås via en trappa som leder till terrassen "Belvedere" som erbjuder en vy över Sankt Stefans torg. Ovanför huvudentrén finns en latinsk inskription som lyder "ANNO SECVNDO PACIS MDCXII". Året 1612 indikerar teaterns tillkomst och var tillika andra året i följd då fred rådde mellan aristokratin och allmogen i staden.
Av den ursprungliga teaterns interiör finns inget bevarat och avsaknaden av arkivalier innebär att det enbart går att anta att den bar stildrag från den vid tiden härskande renässansen. De välbevarade logerna i salongen är från år 1803 då teatersällskapet etablerades. Teatersällskapet åtog sig att restaurera den dåtida interiören som slitits hårt av militär personal. Restaurerad och förnyad fick interiören stildrag från nybarocken. Två muralmålningar finns bevarade i teaterhuset: en fresk av en okänd stad från år 1819 (ett verk av mästaren Pietro Galasso) och en väggmålning från år 1900 (ett verk av Nicola Marchi) som föreställer det forna Rektorspalatset. Den sistnämnda restaurerades och monterades senare på rörliga paneler. 